# Kup europskih prvaka u rukometu 1975./76.
Ovo je 16. izdanje Kupa europskih prvaka u rukometu. Sudjelovale su 22 momčadi. Nakon dva kruga izbacivanja igrale su se četvrtzavršnica, poluzavršnica i završnica. Hrvatskih klubova nije bilo ove sezone. Završnica se igrala u Banjoj Luci ().

## Turnir

### Poluzavršnica
- Borac Banja Luka -  VfL Gummersbach 15:13, 16:16
- KFUM Fredericia -  IK Fredensborg Oslo 21:16, 22:17

### Završnica
- Borac Banja Luka -  KFUM Fredericia 17:15

- europski prvak:  Borac Banja Luka (prvi naslov)